# Воля-Магнушевська
Воля-Магнушевська (пол. Wola Magnuszewska) — село в Польщі, у гміні Магнушев Козеницького повіту Мазовецького воєводства.
Населення — 141 особа (2011).
У 1975-1998 роках село належало до Радомського воєводства.

## Демографія
Демографічна структура станом на 31 березня 2011 року:
|          | Загалом | Допрацездатний вік | Працездатний вік | Постпрацездатний вік |
| -------- | ------- | ------------------ | ---------------- | -------------------- |
| Чоловіки | 73      | 14                 | 52               | 7                    |
| Жінки    | 68      | 16                 | 40               | 12                   |
| Разом    | 141     | 30                 | 92               | 19                   |